# مریم و کودک

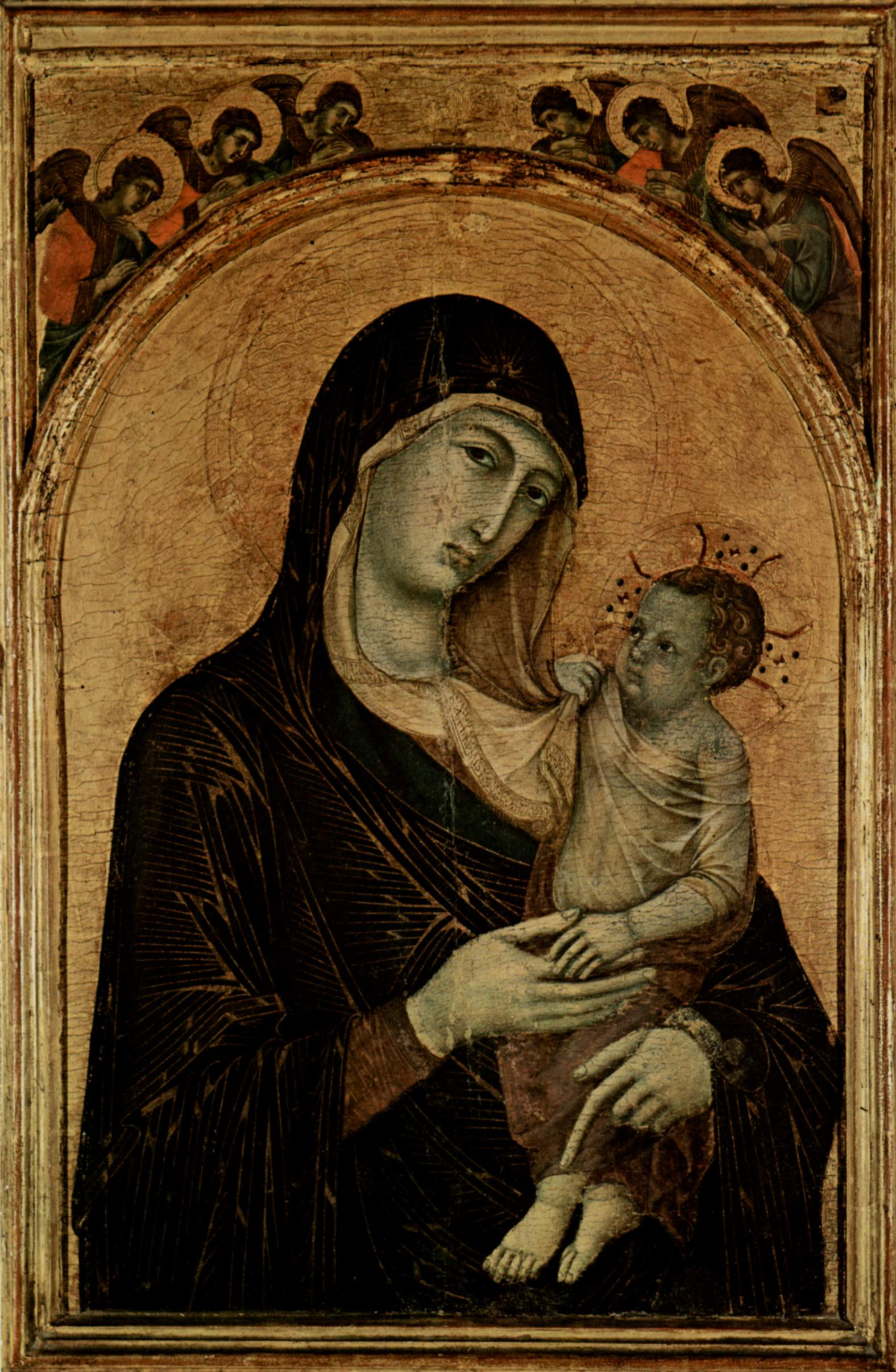
مریم و کودک از نقاش ایتالیایی دوچیو دی بوانینسه (۱۲۶۰، ۱۲۵۵ - ۱۳۱۹، ۱۳۱۸ میلادی)

مریم و کودک از نقاش ایتالیایی دوچو دی بوانینسه (۱۲۶۰، ۱۲۵۵ - ۱۳۱۹، ۱۳۱۸ میلادی)، بی شک یکی از نادرترین و با ارزشترین شاهکارهای قرن چهاردهم میلادی و سالهای آغازین رنسانس در اروپاست. در این اثر که با لعابی از طلا بر روی قابی چوبی کشیده شده، مریم مقدس، عیسی مسیح را که کودکی بیش نیست، در آغوش گرفته و با چهره‌ای معصوم به رو به رو خیره شده‌است. مریم و کودکِ دوچیو و آثار مشابهی که با اقتباس از این اثر و طرحی که بر یکی از دیوارهای سرداب پریسیلا در رم واقع شده به وجود آمده‌اند، امروزه از جمله نمادهای آئین مسیحیت به حساب می‌روند و بارها و بارها، الهام بخش بسیاری از هنرمندان در خلق آثارشان و بازآفرینی آنها بوده‌اند.
این تابلو در سال ۲۰۰۴ میلادی به قیمت ۴۵ میلیون دلار به موزه متروپولیتن در نیویورک واگذار شد.